# Sacy-le-Petit
Pour les articles homonymes, voir Sacy.
Sacy-le-Petit est une commune française située dans le département de l'Oise en région Hauts-de-France.

## Géographie

### Localisation
La commune se situe à 64 kilomètres au sud d'Amiens, à 41 kilomètres à l'est de Beauvais, à 15 kilomètres à l'ouest de Compiègne et à 60 kilomètres au nord de Paris.

### communes limitrophes
Les communes limitrophes sont  Bazicourt, Blincourt, Choisy-la-Victoire, Grandfresnoy, Moyvillers et Saint-Martin-Longueau.

### Topographie et géologie
Il s'agit d'une commune de petite étendue qui pénètre au nord par un long prolongement dans le canton d'Estrées-Saint-Denis. Elle constitue une vaste plaine vers la partie moyenne latérale de laquelle s'élève la butte boisée de Sacy qui tient aux coteaux de Grandfresnoy. Son territoire est presque entièrement constitué par une grande plaine qui monte en pente douce vers le nord, en direction d'Estrées-Saint-Denis. Mais un monticule apparaît au nord-est, en limite de canton, se soudant à la butte jumelle de Grandfresnoy pour constituer « la Montagne », laquelle domine les terres voisines de 60 à 70 mètres. Les altitudes relevées sur le territoire indiquent : 44 mètres à la limite sud, vers Houdancourt, 50 à 55 mètres dans le village, 52 sur la route départementale 1017 à la limite méridionale et 70 à la limite septentrionale, 125 sur la montagne. La ferme de la Tuilée, à l'ouest, se situe à 55 mètres d'altitude. Plusieurs fonds et vallons constituent également une partie du relief : le fond de Choisy, à l'ouest, de Saint-Martin et de Bazicourt, au sud.
La craie paraît au-delà de la commune, et à quelques pieds en dessous du sable. La butte de Sacy-le-Petit est formée de sable grossier, contenant vers les sommets des rognons calcaires tuberculeux, la plupart en boule ou en chapelet. Ils ont l'aspect d'un grès à cassure lamellaire ou cristalline. Ils sont disséminés en assises peu distinctes et bien moins abondant que sur la colline de Grandfresnoy qui tient cependant sans discontinuité à celle de Sacy. Il y a dans la partie moyenne de cette butte des lits de coquilles brisées, entourées d'une marne argileuse fauve, et sur les talus, de couches de sables blancs ou roux contenant des galets de toutes dimensions. Le bas de la colline est en sable grossier, rubané de fauve, de gris et de verdâtre. Il se lie au sable de la plaine,. La commune se trouve en zone de sismicité 1, c'est-à-dire très faiblement exposée aux risques de tremblement de terre.

### Hydrographie
La commune est située dans le bassin Seine-Normandie. La commune n'a pas cours d'eau sur son territoire. Ses habitants avaient toujours recours aux puits et aux mares. Mais l'adduction d'eau potable a été réalisée il y a une cinquantaine d'années. La commune est comprise dans le bassin versant de l'Oise. Les zones les plus basses du territoire se trouvent au-dessus de plusieurs nappes phréatiques,,.

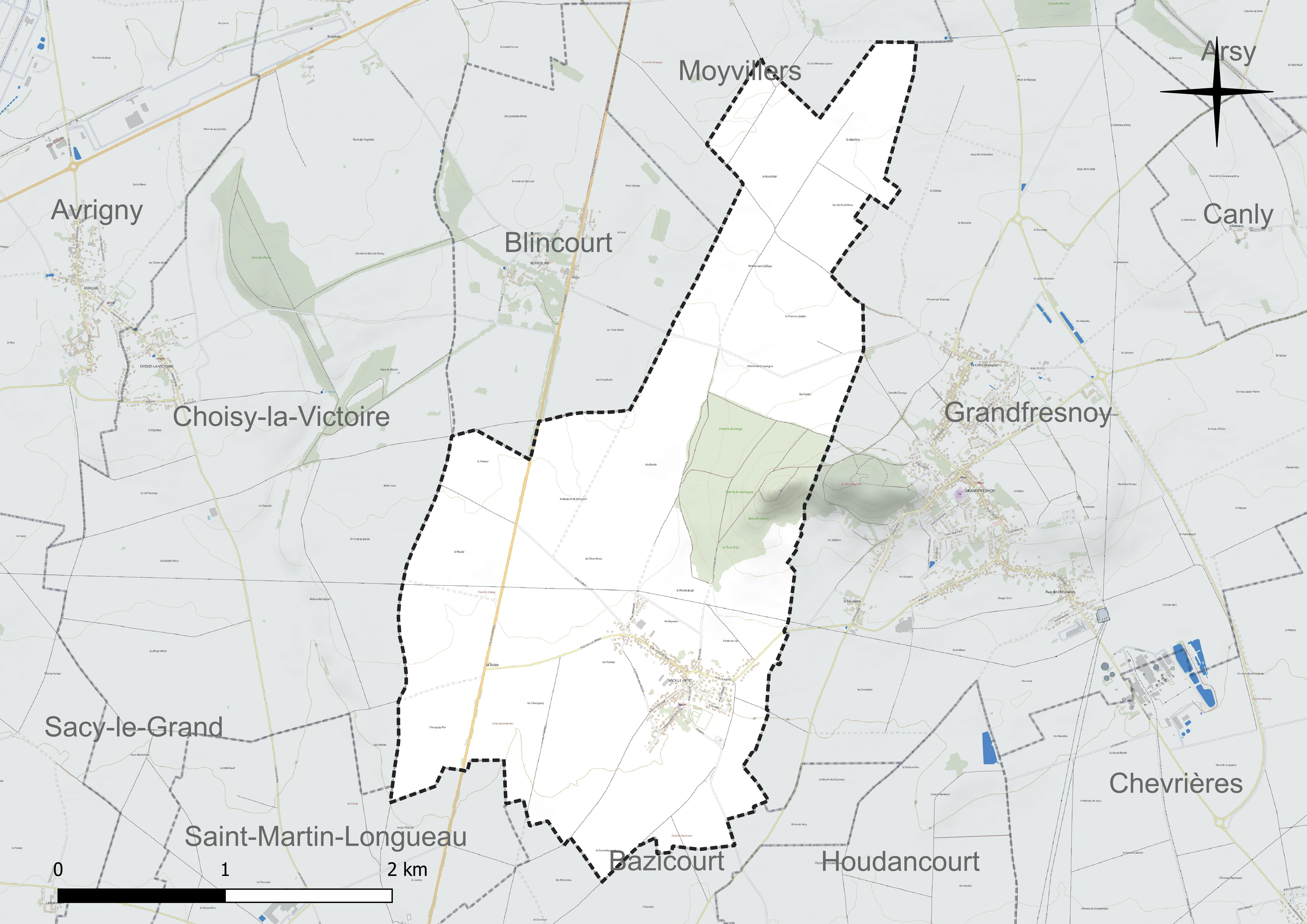
Réseau hydrographique de Sacy-le-Petit.

### Climat
Pour des articles plus généraux, voir Climat des Hauts-de-France et Climat de l'Oise.
En 2010, le climat de la commune est de type climat océanique dégradé des plaines du Centre et du Nord, selon une étude du CNRS s'appuyant sur une série de données couvrant la période 1971-2000. En 2020, Météo-France publie une typologie des climats de la France métropolitaine dans laquelle la commune est dans une zone de transition entre le climat océanique et le climat océanique altéré et est dans la région climatique  Nord-est du bassin Parisien, caractérisée par un ensoleillement médiocre, une pluviométrie moyenne régulièrement répartie au cours de l'année et un hiver froid (3 °C). 
Pour la période 1971-2000, la température annuelle moyenne est de 10,8 °C, avec une amplitude thermique annuelle de 15,2 °C. Le cumul annuel moyen de précipitations est de 654 mm, avec 10,8 jours de précipitations en janvier et 7,7 jours en juillet. Pour la période 1991-2020, la température moyenne annuelle observée sur la station météorologique la plus proche, située sur la commune de Creil à 16 km à vol d'oiseau, est de 11,2 °C et le cumul annuel moyen de précipitations est de 662,2 mm,. Pour l'avenir, les paramètres climatiques de la commune estimés pour 2050 selon différents scénarios d'émission de gaz à effet de serre sont consultables sur un site dédié publié par Météo-France en novembre 2022.

### Milieux naturels
Hormis le bâti, qui occupe 3,8 % du territoire (27 hectares), la commune se compose 87,3 % de zones agricoles sur 645 hectares. 9 % de la surface est occupé par zones boisées, sur 66 hectares, comprises sur la montagne de Sacy-le-Petit et ses coteaux, comme le bois des Dames,,.

## Urbanisme

### Typologie
Au 1er janvier 2024, Sacy-le-Petit est catégorisée bourg rural, selon la nouvelle grille communale de densité à sept niveaux définie par l'Insee en 2022.
Elle est située hors unité urbaine. Par ailleurs la commune fait partie de l'aire d'attraction de Paris, dont elle est une commune de la couronne,. 

### Occupation des sols
L'occupation des sols de la commune, telle qu'elle ressort de la base de données européenne d'occupation biophysique des sols Corine Land Cover (CLC), est marquée par l'importance des territoires agricoles (86,6 % en 2018), une proportion sensiblement équivalente à celle de 1990 (86,2 %). La répartition détaillée en 2018 est la suivante : 
terres arables (86,6 %), forêts (9 %), zones urbanisées (4,4 %). L'évolution de l'occupation des sols de la commune et de ses infrastructures peut être observée sur les différentes représentations cartographiques du territoire : la carte de Cassini (XVIIIe siècle), la carte d'état-major (1820-1866) et les cartes ou photos aériennes de l'IGN pour la période actuelle (1950 à aujourd'hui).

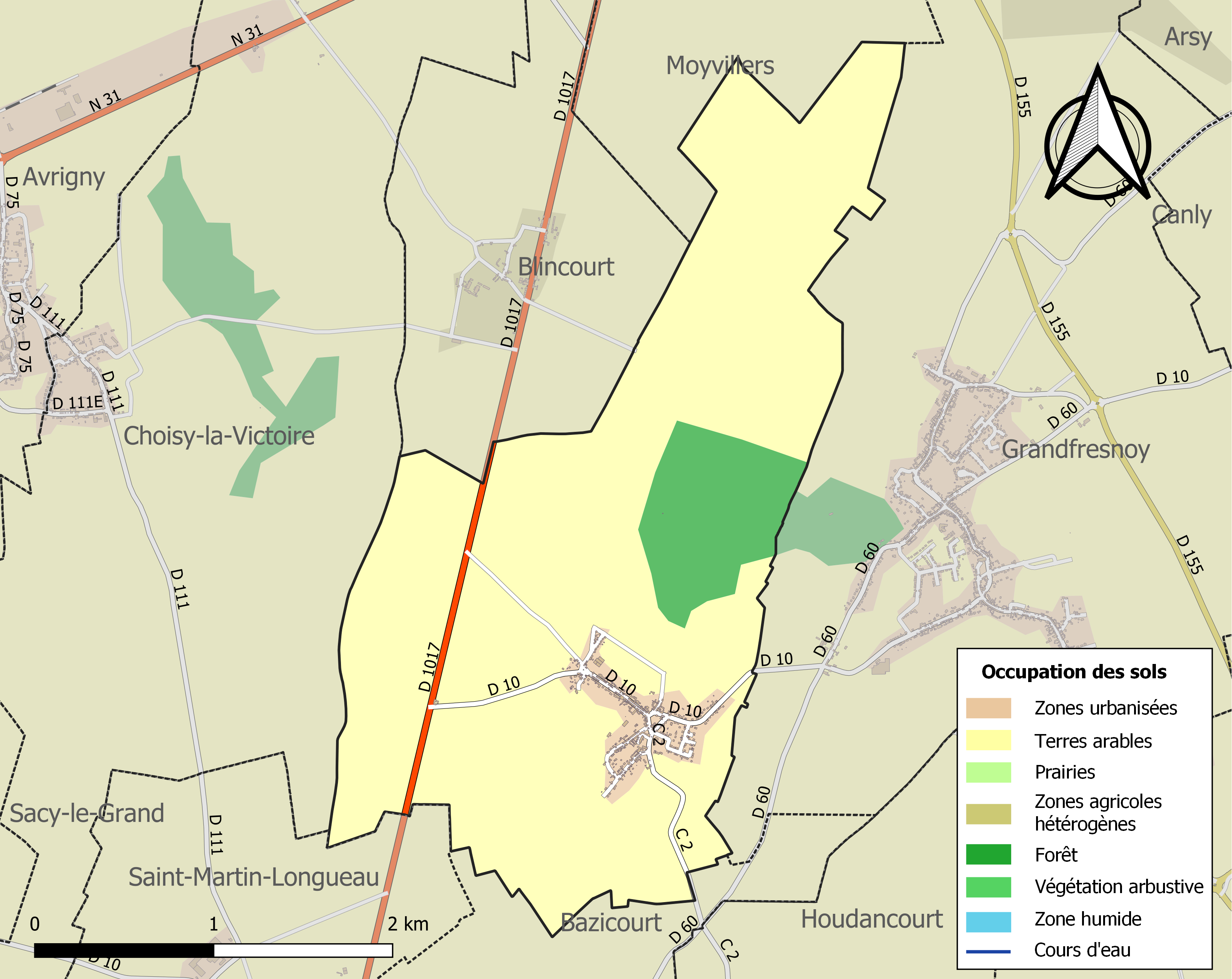
Carte des infrastructures et de l'occupation des sols de la commune en 2018 (CLC).

### Écarts et lieux-dits
En complément du chef-lieu, il existe un écart appelé la Tuilée, constituée par une ferme placée en bordure de la route départementale 1017, à quelques centaines de mètres du village.

### Morphologie urbaine
Le village s'étend principalement d'ouest en est, le long de la route départementale 10, même s'il a été prolongé au sud par des habitations individuelles plus récentes.

### Voies de communications et transports
La route départementale 1017, ancienne route nationale 17, artère à grand trafic de Paris à Lille et Ostende, passe du nord au sud dans la partie ouest du territoire. Elle passe par la ferme de la Tuilée. Il s'agit du principal axe routier présent sur le territoire. La seconde route départementale qui le traverse est celui de Catenoy à Jonquières par Sacy-le-Grand, Saint-Martin-Longueau et Grandfresnoy, qui porte le numéro 10. Elle relie la route départementale 1017 depuis la ferme de la Tuilée au village, qu'elle traverse par les rues de Sacy-le-Grand, de la République et de la Motte avant de se diriger vers Grandfresnoy. La rue Verte se dirige vers Houdancourt et Bazicourt, la rue de Choisy rejoint la route départementale 1017. Depuis cette dernière voie, une voie secondaire rejoint la route de Blincourt à Grandfresnoy. La rue du Bois quitte le village pour s'arrêter au pied de la montagne de Sacy. Autrefois, le chemin de Compiègne après avoir longé Grandfresnoy au nord, passé au sud de Blincourt, Choisy-la-Victoire et Avrigny, arrivait à Catenoy. De nos jours il n'existe plus que partiellement, formant encore la limite nord de la commune sur un kilomètre environ. Il a été remplacé par la route nationale 31, qui croise la D 1017 au Bois-de-Lihus.
La gare de Pont-Sainte-Maxence, située sur la ligne de Creil à Jeumont, est la gare la plus proche de la commune, à 5,2 km au sud.
La commune est desservie, en 2023, par les lignes 638, 6209, 6215, 6301 et 6322 du réseau interurbain de l'Oise. Elle est également desservie par le service de transport à la demande gratuit TAD'OHM mis en place par la communauté de communes des Pays d'Oise et d'Halatte.
L'aéroport de Beauvais-Tillé se trouve à 39 km à l'ouest de la commune et l'aéroport de Paris-Charles-de-Gaulle se situe au sud à la même distance, au sud. Il n'existe aucune liaison entre la commune et ces aéroports par des transports en commun.
Le sentier de grande randonnée 124A, branche du GR 124, de Litz à Orrouy, traverse le nord du territoire en passant au pied de la montagne de Sacy-le-Petit.

## Toponymie
Sacy-le-Petit (« Sacipti » dans le parler local) s'est appelée tout d'abord, comme Sacy-le-Grand, « Saciacum » en 877, « Sachy-le-Petit » au Moyen Âge. Le nom de Sacy est gallo-romain. Ce fut au Moyen Âge un fundus ayant pris le nom romain de « Saccius ». Selon la coutume de l'époque, le nom du domaine s'est transformé en prenant l'y final. On l'a différencié du village de Sacy-le-Grand par le suffixe « le petit ».

## Histoire

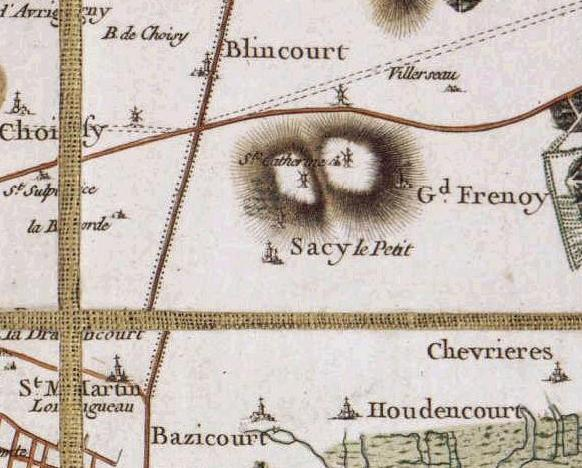
Sacy-le-Petit par la carte de Cassini.

De l'époque gauloise il demeure, sur le chemin de Sacy à Grandfresnoy, au calvaire, un tumulus dont la forme primitive a presque disparu. Il abriterait des tombes. Une légende veut que les chevaux qui, jadis, conduisaient la charrue à sa surface, mouraient dans un court délai, ce qui avait fait renoncer à sa culture. En 1792 il a été découvert près du village un grand nombre de sarcophages des Xe et  XIe siècles. Les plus anciens souvenirs historiques concernant Sacy-le-Petit remontent à 877, époque où Charles II le Chauve, roi de France, donna ce terroir à l'abbaye Saint-Corneille de Compiègne. Au XIIe siècle, l'abbaye de Chaalis y exploitait des champs dont la liste apparaît au dénombrement de 1181 comme les champs (campum) Raimundi Balbi, Parelle et Herli. L'abbaye du Moncel, à Pontpoint, avait aussi des terres dans la paroisse. Robert de Clermont, élargissant son comté en 1284, après un arrangement avec Mathieu de La Tournelle, est devenu seigneur de Sacy-le-Petit. Plus tard, le domaine eut le titre de châtellenie. Il fut alors compris dans la duché-prairie érigée en 1653 au profit du maréchal Philippe de La Motte-Houdancourt (1605-1657), sous le nom de Fayel. Après l'extinction de cette prairie, Sacy passa à la famille de Gamaches, qui l'aliéna en 1757. Le parc du château fut défiché vers 1760. La commune a appartenu au canton de Sacy-le-Grand de 1790 jusqu'au 14 octobre 1801, puis à celui de Bailleul-le-Soc jusqu'au 16 mars 1803, ensuite à celui de Liancourt. En 1832, une épidémie de choléra fit plusieurs victimes dans le village.

## Politique et administration
| Période                                  | Période                      | Identité        | Étiquette | Qualité |
| ---------------------------------------- | ---------------------------- | --------------- | --------- | --- |
| Les données manquantes sont à compléter. |                              |                 |           | |
| maire en 1835                            | ?                            | M. Dupressoir   |           | Conseiller général                                                                                                   |
| 1947                                     | 1977                         | Armand Dupuis   | PRRRS     | Ancien député, ancien maire de Nointel                                                                               |
| Les données manquantes sont à compléter. |                              |                 |           | |
| mars 2001                                | 2008                         | Régis Charles   |           | |
| mars 2008                                | En cours (au 7 juillet 2020) | François Morenc | PS        | Cadre du secteur privé Vice-président de la CC des pays d'Oise et d'Halatte (2020 → ) Réélu pour le mandat 2020-2026 |

## Population et société

### Démographie

#### Évolution démographique
L'évolution du nombre d'habitants est connue à travers les recensements de la population effectués dans la commune depuis 1793. Pour les communes de moins de 10 000 habitants, une enquête de recensement portant sur toute la population est réalisée tous les cinq ans, les populations de référence des années intermédiaires étant quant à elles estimées par interpolation ou extrapolation. Pour la commune, le premier recensement exhaustif entrant dans le cadre du nouveau dispositif a été réalisé en 2005.

En 2022, la commune comptait 633 habitants, en évolution de +14,47 % par rapport à 2016 (Oise : +0,87 %, France hors Mayotte : +2,11 %).
| 1793 | 1800 | 1806 | 1821 | 1831 | 1836 | 1841 | 1846 | 1851 |
| ---- | ---- | ---- | ---- | ---- | ---- | ---- | ---- | ---- |
| 314  | 299  | 323  | 296  | 311  | 314  | 305  | 302  | 312  |

| 1856 | 1861 | 1866 | 1872 | 1876 | 1881 | 1886 | 1891 | 1896 |
| ---- | ---- | ---- | ---- | ---- | ---- | ---- | ---- | ---- |
| 295  | 292  | 281  | 301  | 299  | 275  | 287  | 280  | 275  |

| 1901 | 1906 | 1911 | 1921 | 1926 | 1931 | 1936 | 1946 | 1954 |
| ---- | ---- | ---- | ---- | ---- | ---- | ---- | ---- | ---- |
| 265  | 263  | 246  | 234  | 238  | 243  | 231  | 294  | 269  |

| 1962 | 1968 | 1975 | 1982 | 1990 | 1999 | 2005 | 2006 | 2010 |
| ---- | ---- | ---- | ---- | ---- | ---- | ---- | ---- | ---- |
| 273  | 270  | 310  | 412  | 484  | 562  | 574  | 570  | 539  |

| 2015 | 2020 | 2022 | - | - | - | - | - | - |
| ---- | ---- | ---- | - | - | - | - | - | - |
| 557  | 617  | 633  | - | - | - | - | - | - |

La population de la commune était de 240 habitants en 1780 et de 273 en 1962, dont 6 seulement hors de l'agglomération.

#### Pyramide des âges
La population de la commune est relativement jeune.
En 2018, le taux de personnes d'un âge inférieur à 30 ans s'élève à 35,0 %, soit en dessous de la moyenne départementale (37,3 %). À l'inverse, le taux de personnes d'âge supérieur à 60 ans est de 21,5 % la même année, alors qu'il est de 22,8 % au niveau départemental.
En 2018, la commune comptait 282 hommes pour 292 femmes, soit un taux de 50,87 % de femmes, légèrement inférieur au taux départemental (51,11 %).
Les pyramides des âges de la commune et du département s'établissent comme suit.
| Hommes | Classe d’âge | Femmes |
| ------ | ------------ | ------ |
| 0,3    | 90 ou +      | 1,3    |
| 5,6    | 75-89 ans    | 6,1    |
| 13,2   | 60-74 ans    | 16,6   |
| 20,5   | 45-59 ans    | 20,4   |
| 23,1   | 30-44 ans    | 22,9   |
| 15,2   | 15-29 ans    | 12,7   |
| 22,1   | 0-14 ans     | 20,1   |

| Hommes | Classe d’âge | Femmes |
| ------ | ------------ | ------ |
| 0,5    | 90 ou +      | 1,4    |
| 5,5    | 75-89 ans    | 7,6    |
| 15,6   | 60-74 ans    | 16,3   |
| 20,8   | 45-59 ans    | 20     |
| 19,4   | 30-44 ans    | 19,4   |
| 17,6   | 15-29 ans    | 16,2   |
| 20,6   | 0-14 ans     | 19,1   |

## Culture locale et patrimoine

### Lieux et monuments
- Église Saint-Quentin : c'est un édifice ancien, des Xe et Xe siècles[Quoi ?], qui fut rebâti en 1787-1789. De l'époque romane il demeure en particulier le chœur et certains chapitraux. La façade, moderne, présente un fronton triangulaire. Le clocher, carré, se trouve à trouve de l'entrée[a 4]. Le monument abrite une cloche datant de 1718 classée monument historique[28].
- Château : ancienne ferme transformée en château sous le directoire avec parc à l'anglaise, potager et allée d'arbres centenaires[29].
- Montagne de Sacy-le-Petit[4].
- Calvaire, place des Acacias
- Calvaire, rue de la Motte

### Personnalités liées à la commune
- Louis Lutz, prix de Rome qui  vit et  travaille au village[30]. Ses sculptures de bronze et ses dessins sont à la fois classiques et contemporains par leur énergie poignante et la réflexion qu'elles inspirent sur notre condition humaine. 
Un musée doit lui être consacré près de l'église.